# Det hvide guld
Det hvide guld er en dansk kortfilm fra 2009, der er instrueret af Peder Pedersen efter manuskript af ham selv og Carsten Støttrup.

## Handling
Denne artikel mangler et handlingsreferat. Hjælp os med at skrive det.

## Medvirkende
- Peter Pilegaard - Lars
- Amanda Ooms - Lisa
- Patrik Karlson - Tomas
- Særún Norén - Linda
- Maria Lucia Heiberg Rosenberg - Klient
- Tommy Prang Vonsyld - Politimand